# Adolfo de la Huerta
Felipe Adolfo de la Huerta Marcor (Guaymas, 26 maggio 1881 – Città del Messico, 9 luglio 1955) è stato un politico e generale messicano, 38º presidente del Messico e primo della cosiddetta "Dinastia Sonora".
Comandante costituzionalista, partecipò alle campagne contro Pancho Villa e tra il 1919 e il 1920 fu governatore del Sonora. Sempre nel 1920, con i generali Álvaro Obregón e Plutarco Elías Calles fu uno dei redattori del piano di Agua Prieta con cui loro tre e subito dopo molti altri militari costituzionalisti dichiararono decaduto il governo del presidente Venustiano Carranza. A seguito della vittoria nella immediatamente successiva ribellione, de la Huerta fu nominato presidente ad interim rimanendo in carica dal 1º luglio al 30 novembre 1920. Dopo il suo mandato il potere passò a Obregón, che già lo deteneva de facto.
 De la Huerta entrò presto in contrasto con Obregón e ruppe definitivamente con lui quando offrì tutto il suo appoggio a Calles per le elezioni presidenziali del 1924. Nel 1923 quindi scatenò una rivolta contro il governo di Obregón definendolo corrotto e autoritario. La rivolta fu repressa entro il 1924 e de la Huerta fu condannato all'esilio negli Stati Uniti d'America, a Los Angeles. Poté tornare in Messico nel 1935 grazie a un'amnistia del presidente Lázaro Cárdenas del Río. Morì a Città del Messico nel 1955.